# Stazione di Baricetta
Stazione di Baricetta vasútállomás Olaszországban, Veneto régióban, Adria településen.

## Vasútvonalak
Az állomást az alábbi vasútvonalak érintik:
- Rovigo-Chioggia-vasútvonal

## Kapcsolódó állomások
A vasútállomáshoz az alábbi állomások vannak a legközelebb: 
- Stazione di Lama (Stazione di Rovigo, Rovigo-Chioggia-vasútvonal)
- Stazione di Adria (Stazione di Chioggia, Rovigo-Chioggia-vasútvonal)